# Mickey no Tokyo Disneyland Daibōken
Mickey no Tokyo Disneyland Daibōken (ミッキーの東京ディズニーランド大冒険 Mikkī no Tōkyō Dizunīrando Daibōken, "La grande avventura di Topolino a Tokyo Disneyland") è un videogioco per Super Famicom con protagonista Topolino. È stato pubblicato da Tomy il 16 dicembre 1994 sul solo mercato giapponese dove era venduto al prezzo di 9800 yen.

## Trama
Topolino fa un viaggio a Tokyo Disneyland, ma al suo arrivo scopre da Minnie che i suoi amici sono stati rapiti e il parco è stato preso sotto sequestro da Pietro Gambadilegno. Armato di uno zaino pieno di acqua ed elio e di alcuni palloncini, l'obiettivo di Topolino è attraversare le sei sezioni del parco per salvare i suoi amici (Paperino, Paperina, Pippo, Pluto, Nonna Papera, Paperon de' Paperoni) e fermare Pietro.

## Modalità di gioco
Il giocatore controlla Topolino e il suo zaino, dal quale produce palloncini che può riempire con acqua o gas ed utilizzare come armi per danneggiare i nemici. A seconda di come un palloncino viene riempito, esso opera in maniera diversa. I palloncini pieni d'acqua possono essere usati per attraversare alcuni ostacoli, rompere cose o gettati contro i nemici. I palloncini pieni di elio sono utilizzati per volare o muoversi sott'acqua.
Ci sono tre difficoltà tra le quali scegliere (EASY, NORMAL, HARD), a seconda delle quali cambia l'ammontare degli ostacoli, e l'energia totale di cui Topolino dispone.
La stessa modalità di gioco riprende quella già utilizzata nel titolo giapponese Mickey Mouse III: Balloon Dream del 1992. Uscito solo in Giappone su Famicom, fu ripubblicato negli Stati Uniti con un nuovo set di personaggi e il titolo di Kid Klown in Night Mayor World.
I livelli riprendono le ambientazioni di sei attrazioni del parco di Tokyo Disneyland, ovvero Pirates of the Caribbean, Big Thunder Mountain Railroad, Splash Mountain, The Haunted Mansion, Space Mountain e Cinderella Castle Mystery Tour.

## Storia editoriale
Il gioco non è stato distribuito in Europa e Nord America per via di problemi relativi alle licenze. Capcom deteneva infatti i diritti sui videogiochi Disney rilasciati negli Stati Uniti sulle console Nintendo e precluse di fatto l'uscita di questo titolo anche in Occidente.